# فتح‌الله فریدی وثوق
فتح الله فریدی وثوق جودوکار ایرانی است که عضو تیم ملی جودوی ایران و برندهٔ مدال برنز جهانی در رشتهٔ کاتا در سال ۲۰۱۲ است